# جمعیت وفاق ملی اسلامی
جمعیت وفاق ملی اسلامی (به عربی: جمعية الوفاق الوطني الإسلامية) بزرگترین حزب بحرین است که در سال ۲۰۰۱ توسط اسلام‌گرایان شیعه تأسیس شد. دبیر کل این جمعیت شیخ علی سلمان است. جمعیت وفاق توانست تمام ۱۸ کرسی مجلس بحرین در انتخابات ۲۰۱۰ که به شیعیان اختصاص داده شده بود را بدست بیارد.